# Pooh
Pooh – włoski zespół muzyczny, grający muzykę popową i rockową, założony w 1966 roku w Bolonii w składzie: Valerio Negrini (perkusja), Roby Facchinetti (instrumenty klawiszowe), Riccardo Fogli (gitara basowa), Mauro Bertoli (gitara), Mario Goretti (gitara), Gilberto Fagioli (gitara basowa) i Bob Gillot (instrumenty klawiszowe). Nazwa zespołu została zaczerpnięta z tytułu powieści dla dzieci Kubuś Puchatek (ang. Winnie the Pooh) autorstwa A.A. Milne’a.
W 1990 roku zespół zadebiutował na Festiwalu Piosenki Włoskiej w San Remo zwyciężając piosenką „Uomini soli”.
W 2015 i 2016 roku zespół dał we Włoszech serię okolicznościowych koncertów z okazji 50-lecia działalności. Wystąpił w składzie: Riccardo Fogli, Red Canzian, Roby Facchinetti, Dodi Battaglia i Stefano D'Orazio.
Pooh jest najpopularniejszym i najdłużej działającym włoskim zespołem muzyki pop. Jest autorem pierwszego włoskiego wideoklipu („Io sono vivo”, 1979), pierwszego włoskiego albumu wydanego jako CD (Tropico del nord, 1983), jako pierwszy wykorzystał podczas swoich koncertów urządzenia nagłaśniające, światła i własną estradę. Do 2009 roku sprzedał 25 milionów albumów i 23 miliony singli.

## Historia zespołu

### lata 60.
Poprzednikiem Pooh był zespół The Jaguars, założony przez Valeria Negriniego i Maura Bertolego w 1962 roku w Bolonii. Gdy zespół przyjechał do Mediolanu, aby podpisać swój pierwszy kontrakt nagraniowy z wytwórnią płytową Vedette, okazało się, że istnieje już inny zespół o tej nazwie. Wówczas sekretarka właściciela wytwórni, Angielka, wychowana na powieści dla dzieci Kubuś Puchatek (ang. Winnie the Pooh) autorstwa A.A. Milne’a, zaproponowała nazwę Pooh (Puchatek). Zespół zaakceptował jej propozycję. Swoją działalność pod nazwą Pooh rozpoczął w styczniu 1966 roku. Pierwszy skład zespołu tworzyli: Valerio Negrini (perkusja), Mauro Bertoli, Mario Goretti (gitara), Bob Gillot (instrumenty klawiszowe), Riccardo Fogli (gitara basowa).
W lutym 1966 roku wydał swój pierwszy singiel „Vieni fuori”. Pod koniec tego roku wystąpił w konkursie Festival delle Rose z piosenką „Brennero '66”, która została ocenzurowana z powodu treści (terroryzm w Tyrolu Południowym). Później ukazał się debiutancki album zespołu, Per quelli come noi, zawierający nowe wersje jego piosenek, wydanych na singlach.
W następnym roku z Pooh odszedł Mario Bertoli, ale zespół odniósł pierwszy znaczący sukces piosenką „Piccola Katy” (1968). Wkrótce po wydaniu albumu z zespołu odszedł Mario Goretti, zastąpiony przez niespełna 17-letniego, bolońskiego gitarzystę, Dodiego Battaglię.

### Lata 70.

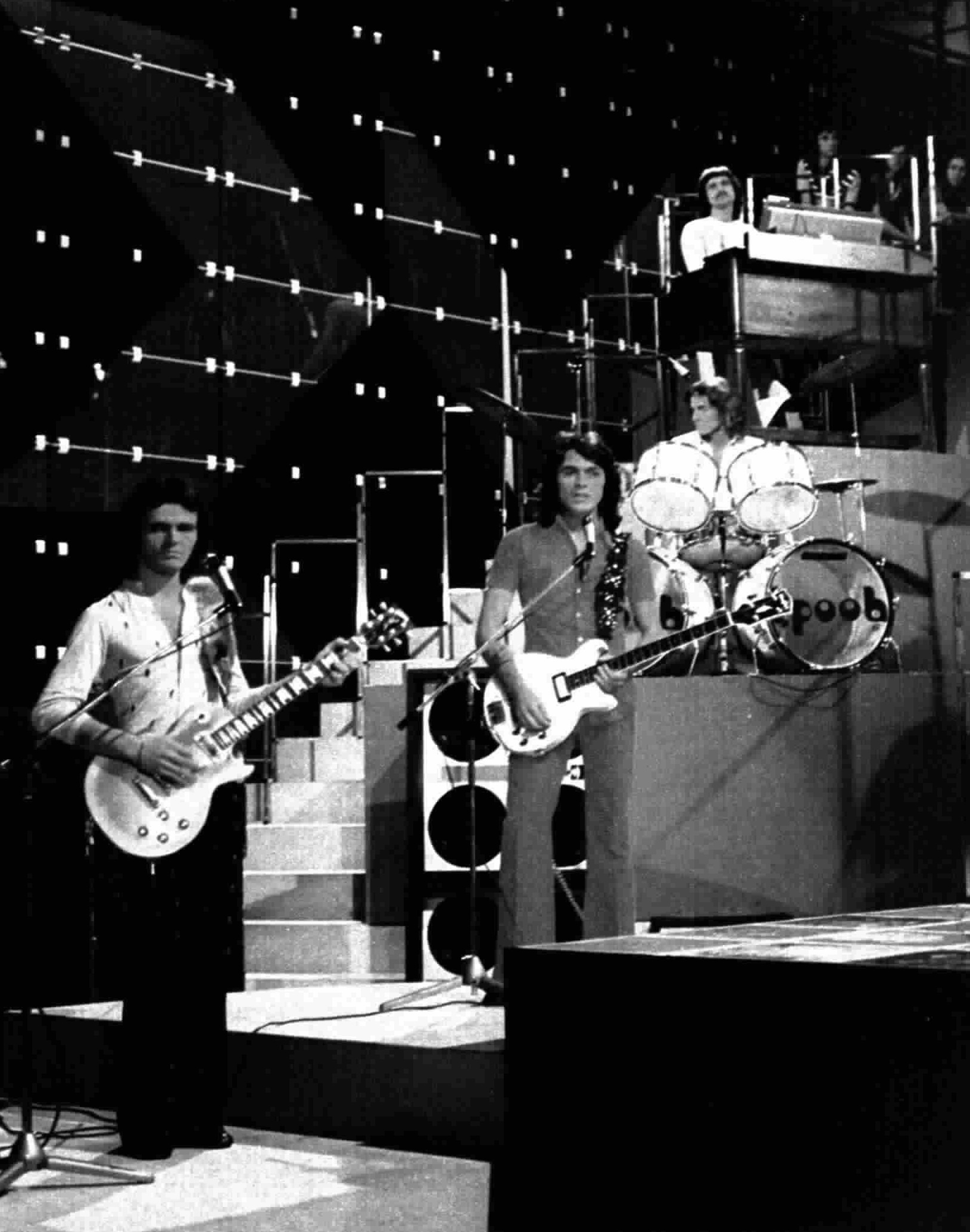
Pooh w trakcie gościnnego występu na koncercie Tutto è pop w Turynie (1972)

Po okresie trudności zespół rozpoczął współpracę z wytwórnią CBS i jej producentem, Giancarlem Lucariello. Współpraca ta okazała się owocna; singiel „Pensiero” (1971) sprzedał się w liczbie ponad miliona egzemplarzy. Ukazał się album Opera prima, na którym zespół połączył muzykę symfoniczną z włoską melodyką. Z zespołu odszedł Valerio Negrini, zastąpiony przez Stefana D'Orazio. W 1972 roku międzynarodową popularność przyniósł zespołowi singiel „Noi due nel mondo e nell’anima”. Odszedł kolejny członek grupy, Riccardo Fogli. Jego miejsce zajął basista, Red Canzian.
W 1973 roku ukazał się album Parsifal, a rok później kompilacja Pooh 1971-1974. W 1976 ukazał się Poohlover, jeden z najlepiej sprzedających się albumów zespołu. W roku następnym Pooh rozpoczął serię wielkich koncertów na stadionach, wziął ponadto udział w kilku odcinkach programu „Domenica In”. W 1977 roku nagrał album Rotolando respirando, pierwszy wydany pod szyldem nowej wytwórni, CGD.

### Lata 80.
Początek dekady to kolejne albumy Pooh: Stop (1980), Buona fortuna (1981), z którego pochodził singiel „Chi fermerà la musica”, koncertowy Palasport (1982) oraz Tropico del Nord (1983).
W 1986 roku, z okazji dwudziestu lat działalności, ukazał się, wytłoczony na białym winylu, album Giorni infiniti. W tym samym roku zespół został uwieczniony w Muzeum Figur Woskowych w Rzymie oraz nominowany przez Prezydenta Republiki Włoskiej do odznaczenia Orderem Zasługi Republiki Włoskiej. Zimowa trasa koncertowa z tego samego roku została wydana jako potrójne wydawnictwo winylowe (w trzech różnych odcieniach szarości). W 1987 zespół wydał swoją drugą płytę koncertową, Goodbye.

### Lata 90.
W 1990 roku Pooh zadebiutował na Festiwalu Piosenki Włoskiej w San Remo zwyciężając piosenką „Uomini soli”. Pod takim tytułem ukazał się też kolejny album grupy, Uomini soli. Po nim przyszły: kompilacja Pooh 25...La nostra storia (1990), albumy studyjne, Il cielo e' blu sopra le nuvole (1992) i Musicadentro (1994), a w 1996 roku – kompilacja Amici per sempre, będąca podsumowaniem 30-letniej działalności Pooh. W lutym 1997 roku ukazała się pierwsza biografia zespołu, zatytułowana Quello che non sai, a poświęcona jego sukcesom w latach 60. Redaktorem książki był dziennikarz i krytyk Franco Dassisti. W listopadzie tego samego roku zespół wydał kolejną kompilację, zatytułowaną The Best of Pooh. XX wiek zamknął albumem Cento di questo di vite (2000).

### XXI wiek
Nowy wiek Pooh otworzył kompilacją Best of the Best, wydaną w 2001 roku jako podsumowanie 35 lat swojej kariery artystycznej. Album został wydany w 2 wersjach: jako podwójny oraz pojedynczy CD. Następny album, Pinocchio, zawierał piosenki z musicalu pod tym samym tytułem, w reżyserii Saveria Marconiego. W 2004 roku ukazał się pierwszy od 4 lat album studyjny Pooh, zatytułowany Ascolta. Koncert w Civitavecchia z sierpnia tego samego roku został zarejestrowany i wyemitowany najpierw przez Canale 5, po czym na DVD ukazała się pełna wersja koncertu, Ascolta Tour Live 2004. 18 listopada 2005 roku wydana została kolejna kompilacja Pooh, La grande finestra, podwójne wydawnictwo zawierające zbiór największych przebojów zespołu oraz 2 niepublikowane wcześniej utwory, „La grande festa” i „Destini”.
W 2006 roku, z okazji odbywających się w Niemczech Mistrzostw Świata w Piłce Nożnej Pooh wydał hymn włoskiej reprezentacji piłkarskiej, zatytułowany „Cuore azzurro”.

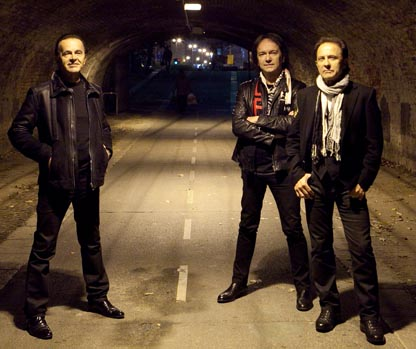
Pooh jako trio po odejściu Stefana D'Orazio; od lewej: Dodi Battaglia, Red Canzian i Roby Facchinetti

W 2008 roku ukazał się album Beat Regeneration, zawierający piosenki z epoki beatu, w tym „La casa del sole” (cover „The House of the Rising Sun” The Animals). W 2009 roku z zespołu odszedł Stefano D'Orazio. Po jego odejściu Pooh wydał podwójną kompilację Ancora una notte insieme, a w lipcu tego samego roku rozpoczął trasę koncertową, która zakończyła się 28 września. Koncert został sfilmowany i wydany jako podwójne DVD w marcu 2010 roku. Równolegle Pooh postanowił nagrać kolejny album studyjny. 25 maja 2010 roku członkowie zespołu poinformowali, iż miejsce Stefana D'Orazia zajmie angielski perkusista Steve Ferrone. 12 października 2010 roku ukazał się album Dove comincia il sole, a po jego promocji koncertowej – Dove comincia il sole live – 27 agosto 2011 – Castello di Este. W marcu 2012 roku wydany został box set Pooh legend, który zawierał 4 książki i 4 płyty DVD z ponad 10 godzinami wideo, wiele z nich wcześniej niepublikowanych. W październiku tego samego roku ukazał się album Opera seconda, będący kontynuacją albumu Opera prima z 1971 roku. W 2013 roku wydany został kolejny box set, Poohbox, zawierający dwie płyty DVD, cztery płyty CD i książkę, wyprodukowany w limitowanej edycji jako prezent dla fanów. Wydawnictwo to zostało dedykowane zmarłemu w tym samym roku Valeriowi Negriniemu (ur. 1946), założycielowi i tekściarzowi Pooh. Członkowie zespołu ogłosili jednocześnie dwuletnią przerwę w działalności.
29 września 2015 roku Roby Facchinetti zapowiedział serię okolicznościowych koncertów Pooh z okazji przypadającej w 2016 roku 50. rocznicy powstania zespołu. Do zespołu, działającego dotychczas jako trio dołączyli dawni członkowie, Riccardo Fogli i Stefano D'Orazio. W 2016 roku, w trakcie Festiwalu Piosenki Włoskiej w San Remo, zespół wykonał wiązankę swoich największych przebojów, w nowych aranżacjach na kwintet. Okolicznościowe koncerty zostały z zadowoleniem przyjęte przez dużą część fanów, ale z wahaniem przez innych. Jednak 176 tysięcy sprzedanych biletów na trzy pierwsze koncerty w Mediolanie, Rzymie i Mesynie świadczyło o powodzeniu tego przedsięwzięcia. 12 września 2016 roku Canale 5 wyemitował specjalny skrót z dwóch koncertów, które odbyły się w Mediolanie 10 i 11 czerwca. Tournée objęło takie miasta jak: Acireale, Eboli, Bari, Caserta, Turyn, Rzym, Mediolan, Pesaro, Reggio Emilia, Florencja, Treviso, Padwa i Brescia. Zespół wystąpił również za granicą: 24 i 25 września w Kanadzie (The Avalon Ballroom Theatre w Niagara Falls), 2 i 3 grudnia w Stanach Zjednoczonych: (Theatre at Westbury w Nowym Jorku, Borgata Hotel Casino & Spa w Atlantic City) i 5 grudnia ponownie w Kanadzie (Place des Arts w Montrealu). 30 grudnia 2016 Roby Facchinetti, Dodi Battaglia, Red Canzian, Stefano D’Orazio i Riccardo Fogli po raz ostatni zaprezentowali się publiczności występując na stadionie Palasport w Bolonii. Stali się pierwszym zespołem, który zakończył swoją karierę koncertem transmitowanym we włoskich kinach na żywo poprzez satelitę. W trakcie tournée wydany został potrójny album, L’ultima notte insieme (jako CD i DVD).